# József Schweidel
József Schweidel (německy: Joseph Schweidel; 18. května 1796, Sombor – 6. října 1849, Arad) byl generál v maďarské revoluční armádě. Byl popraven za svou účast v revoluci a je považován za jednoho z Aradských mučedníků.

## Život
Začal sloužit u císařské armády, kde se vypracoval až na kadeta.
Zúčastnil se Napoleonských válek.
V roce 1848 odjel do Maďarska, kde byl po přezkoumání radou soudců přijat do revoluční armády.
Po bitvě u Schwechatu byl jmenován generálem.
Ke konci války byl pověřen velením obrany Pešti. Vzdal se carské armádě.
Vojenský soud v Aradu ho odsoudil k trestu smrti.